# فرشته‌های جهنم
باشگاه موتورسیکلت‌سواران  فرشته‌های جهنم (Hells Angels یا به اختصار: HAMC) یک گروه بین‌المللی و بسیار شناخته‌شده از   موتورسواران قانون‌شکن است که نخستین بار در سال ۱۹۴۸ در کالیفرنیا، ایالات متحده آمریکا، بنیان نهاده شد. این گروه از همان ابتدا هویتی متمایز، شورشی و مبتنی بر وفاداری گروهی داشت و اعضای آن با پوشیدن جلیقه‌های چرمی خاص و نشان معروف «سر مرگ» (Death’s Head) شناخته می‌شوند. نام این باشگاه از اسکادران‌هایی در جنگ جهانی دوم الهام گرفته شده که «فرشتگان جهنم» نام داشتند و تصویری خشن، جسورانه و نمادین از مرگ و نبرد را به نمایش می‌گذاشتند.
در دهه‌های بعد، فرشتگان جهنم به یکی از بزرگ‌ترین باشگاه‌های موتورسواران جهان تبدیل شد و منشورهای خود را در کشورهای متعددی گسترش داد، از جمله در کانادا، نیوزیلند، استرالیا، آلمان، هلند، بریتانیا و حتی ژاپن. با این حال، هم‌زمان با گسترش فعالیت، این باشگاه به دلیل درگیری‌های خشونت‌آمیز با باندهای رقیب، قاچاق مواد مخدر، حمل سلاح و جرائم سازمان‌یافته در مرکز توجه رسانه‌ها و نیروهای انتظامی قرار گرفت. در بسیاری از کشورها، از جمله آلمان و هلند، فعالیت برخی منشورهای آن ممنوع اعلام شده است.
فرایند عضویت در فرشتگان جهنم بسیار دقیق و چند مرحله‌ای است؛ فرد باید ابتدا به‌عنوان «همراه» شناخته شود، سپس به مرحله «پراسپکت» یا کاندید برسد، و در نهایت در صورت تأیید همه اعضای منشور، به عنوان «عضو دارای وصلهٔ کامل» پذیرفته شود. وصله‌های باشگاه معنایی خاص و گاه پنهان دارند؛ مانند وصله «اندک ناپاکان» یا «دکیالو» که نشان‌دهندهٔ مشارکت در رفتارهای خشن یا مقاومت در برابر پلیس است.
باشگاه فرشتگان جهنم نماد و شعارهای خاص خود را دارد، از جمله «فرشتگان تا ابد؛ تا ابد فرشتگان» و «وقتی کار درستی می‌کنیم، کسی یادش نمی‌ماند؛ وقتی اشتباه می‌کنیم، کسی فراموش نمی‌کند». این شعارها بیانگر هویت گروهی، شورش علیه نظم اجتماعی و وفاداری بی‌قیدوشرط اعضا به یکدیگر است.
در فرهنگ عامه، تصویر این باشگاه بین دو قطب متضاد در نوسان است: از یک‌سو به‌عنوان نمادی از آزادی، ضدفرهنگ و زندگی سرکش به تصویر کشیده می‌شود، و از سوی دیگر به‌عنوان گروهی خشن، قانون‌گریز و سازمان‌یافته که تهدیدی برای امنیت جامعه است. حضور آن‌ها در ادبیات، سینما، موسیقی راک و حتی پرونده‌های قضایی موجب شده فرشتگان جهنم به یکی از شناخته‌شده‌ترین گروه‌های موتورسوار در تاریخ معاصر بدل شود.
باشگاه فرشتگان جهنم باشگاه موتورسیکلت‌سواری یک درصدی است که اعضای آن به طور معمول سوار موتور سیکلت هارلی-دیویدسن می‌شوند. این نوع کلوب موتورسیکلت‌رانی تقریباً در سرتاسر جهان گسترش یافته است. این کلوب توسط وزارت دادگستری ایالات متحده آمریکا به عنوان یک اتحاد صنفی جرایم سازمان‌یافته در نظر گرفته می‌شود.
بنیانگذار این باشگاه فردی بود در ایالات متحده و کانادا، فرشته‌های جهنم به عنوان شرکت موتور سیکلت سواران فرشته‌های جهنم نام برده می‌شوند. از نام‌های مستعاد برای این باشگاه‌ها می‌توان از "H. A.", "سرخ و سفید" و "81" نام برد.
فرشته‌های جهنم در ۱۷ مارس سال ۱۹۴۸ توسط خانواده بیشاپ، مهاجران جنگی آمریکایی در فونتانا، کالیفرنیا و به دنبال ادغام اعضای سابق کلوب‌های موتورسیکلت رانی مثل حرام‌زاده عصبانی بلومینگتون آغاز به کار کرد.
نامزدها به منظور تبدیل شدن به یکی از فرشته‌های جهنم باید دارای گواهینامه رانندگی معتبر، یک موتور سیکلت با ظرفیتی بیش از 750cc و ترکیبی مناسب از خصیصه‌های شخصیتی به خصوصی باشند. گفته می‌شود این باشگاه مانع عضویت افراد با سابقه کودک آزاری (جنسی) و افرادی که برای استخدام در پلیس یا زندان‌بان شدن درخواست داده‌اند می‌شود.

## تاریخچه
باشگاه موتورسواری فرشتگان جهنم (Hells Angels) در ۱۷ مارس ۱۹۴۸ در فونتانا، کالیفرنیا بنیان نهاده شد، زمانی که چند باشگاه موتورسواری کوچک تصمیم به ادغام گرفتند. بنیان‌گذاری باشگاه به اوتو فریدلی، یکی از کهنه‌سربازان جنگ جهانی دوم نسبت داده می‌شود که پس از جدایی از باشگاه «حرام‌زادگان خشمگین» به‌دلیل نزاع با یک باند رقیب، باشگاه جدید را پایه گذاشت.
طبق نظریه‌ای دیگر، باشگاه در ۱۵ نوامبر ۱۹۵۱ در سن‌برناردینو، کالیفرنیا توسط دیک وایت از اعضای باشگاه «رانرهای جاده‌ای ردلندز» تأسیس شد.
بر پایهٔ وبگاه رسمی باشگاه، نام «Hells Angels» را آروید اولسن پیشنهاد کرد؛ کسی که در اسکادران «فرشتگان جهنم» از Flying Tigers خدمت کرده بود. با این حال، طبق نامه‌ای از یکی از اعضا به نمایندگی از باشگاه به کتاب رکوردهای گینس، نام باشگاه از اسکادران «فرشتگان جهنم» در گروه بمباران ۳۰۳ام گرفته شده بود که در صحنه جنگ اروپا در جنگ جهانی دوم فعالیت داشت.
دست‌کم روشن است که نام باشگاه از سنت نام‌گذاری اسکادران‌های نظامی آمریکا در جنگ‌های جهانی اول و دوم گرفته شده است؛ مانند اسکادران P-40 در برمه و چین که «فرشتگان جهنم» نام گرفت. فیلم «فرشتگان جهنم (فیلم ۱۹۳۰)» ساخته هوارد هیوز نیز در این نام‌گذاری تأثیرگذار بود.
طبق وبگاه باشگاه، آن‌ها آگاه‌اند که در نامشان آپاستروف (') وجود ندارد و می‌گویند: «این شمایید که کم داریدش، نه ما».

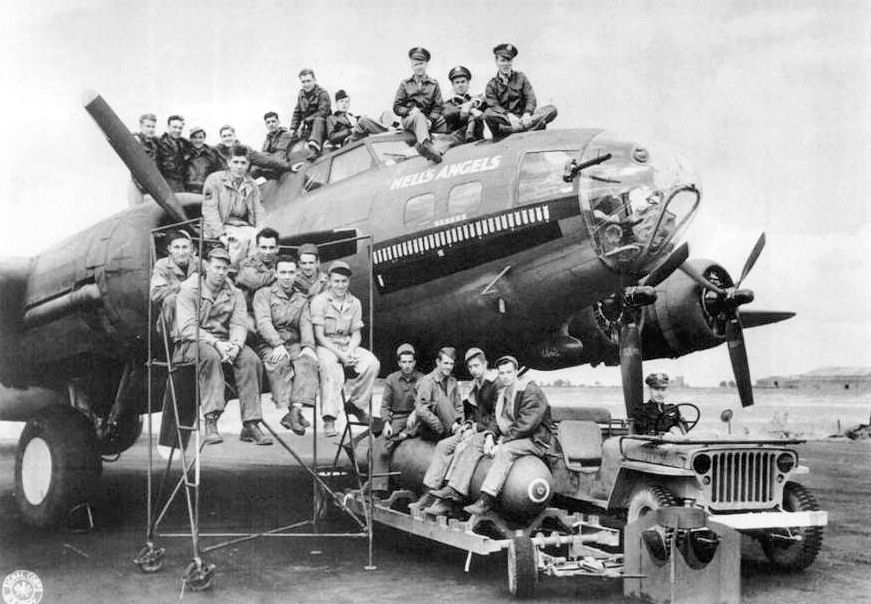
این هواپیمای B-17F به‌افتخار فیلم «فرشتگان جهنم» (۱۹۳۰) نام‌گذاری شده است.

برخی بخش‌های تاریخ نخستین باشگاه چندان روشن نیست و روایت‌ها با هم تفاوت دارند. نخستین منشور رسمی باشگاه ظاهراً در سال ۱۹۵۰ در فونتانا تدوین شد.
در دههٔ پس از تأسیس، منشورهای خودگردان متعددی در سرتاسر کالیفرنیا توسط اعضای مهاجر تأسیس شد.
منشور «فرِسکو» (سان‌فرانسیسکو) در ۱۹۵۴ توسط اعضای پیشین «فرماندهان خیابان مارکت» شکل گرفت و منشوری دیگر در ۱۹۵۶ در ساکرامنتو شمالی و سپس در ۱۹۵۷ در خود ساکرامنتو تأسیس شد. بنیان‌گذاران منشور دوم دو برادر به‌نام‌های جیمز «مادر» مایلز و پت مایلز بودند که پیش‌تر عضو باشگاه «Hell Bent for Glory» بودند.
این منشور بعدها منحل شد و در سال ۱۹۶۵ به‌صورت منشور «نومَدها» به ریچموند، کالیفرنیا منتقل شد.
به‌گفتهٔ رالف «سانی» بارگر، بنیان‌گذار منشور اوکلند، کالیفرنیا در ۱۹۵۷، منشورهای دیگری نیز در گاردنا و مناطق دیگر شکل گرفته بودند و اعضا اغلب از وجود منشورهای دیگر بی‌خبر بودند.
یکی از باشگاه‌های کمتر شناخته‌شده در شمال چینو و جنوب پومونا در اواخر دههٔ ۱۹۶۰ بود. بارگر را کسی می‌دانند که به اتحاد منشورها تحت قوانین یکسان کمک کرد.
منابع دیگر ادعا کرده‌اند که منشور سان‌فرانسیسکو در ۱۹۵۳ توسط «راکی گریوز» از سن‌برناردینو تشکیل شد و نشان می‌دهد که «فرسکو» از منشورهای قبلی آگاه بوده‌اند.
در ۱۹۵۵، «فرسکو» با ۱۳ عضو بنیان‌گذار به رهبری «فرانک سادیلک» بازسازمان‌دهی شد و نشان کوچکتری به‌کار گرفت.
در منشور اوکلند به رهبری بارگر، نسخهٔ بزرگ‌تری از نشان «سر مرگ» با لقب «Barger Larger» استفاده شد که در سال ۱۹۵۹ به‌کار رفت و به نشان استاندارد باشگاه تبدیل شد.
نخستین منشور خارج از کالیفرنیا در سال ۱۹۶۱ در آوکلند، نیوزیلند تأسیس شد.
فرشتگان جهنم گاه در فرهنگ عامه همچون گروه‌های رمانتیک نیمه‌افسانه‌ای قرن نوزدهمی چون گروه جیمز–یانگر نمایش داده می‌شوند: سرکش، نمادین و وفادار به برادری. در مواقعی دیگر، مانند فیلم «فرشتگان وحشی (فیلم ۱۹۶۶)» ساخته راجر کورمن، آن‌ها به‌سان باندی جنایت‌کار و نیهیلیست تصویر شده‌اند.
باشگاه در دههٔ ۱۹۶۰ در جنبش ضدفرهنگ دهه ۱۹۶۰ در منطقه هیت-اشبری، سان‌فرانسیسکو نقشی پررنگ ایفا کرد و با چهره‌هایی چون کن کیزی و مری پرنکسترز، آلن گینزبرگ، جری گارسیا و گرتفول دد، تیموتی لیری، بیتلز، رولینگ استونز، میک فارن و تام وولف مرتبط بود.
کتاب هانتر اس. تامپسون درباره این باشگاه، آغازگر شهرت او بود.
دفتر مرکزی باشگاه در سال‌های ۱۹۶۸ تا ۱۹۶۹ در شمارهٔ ۷۱۵ خیابان اشبری بود، روبه‌روی خانهٔ گروه گرتفول دد.
در سال ۱۹۷۳، اعضای چند منشور باشگاه در یک جلسهٔ آژانس حفاظت محیط زیست آمریکا در اعتراض به طرح پیشنهادی محدودکنندهٔ استفاده از موتورسیکلت‌ها برای برآورده ساختن استانداردهای قانون هوای پاک (آمریکا) شرکت کردند.

## نشان

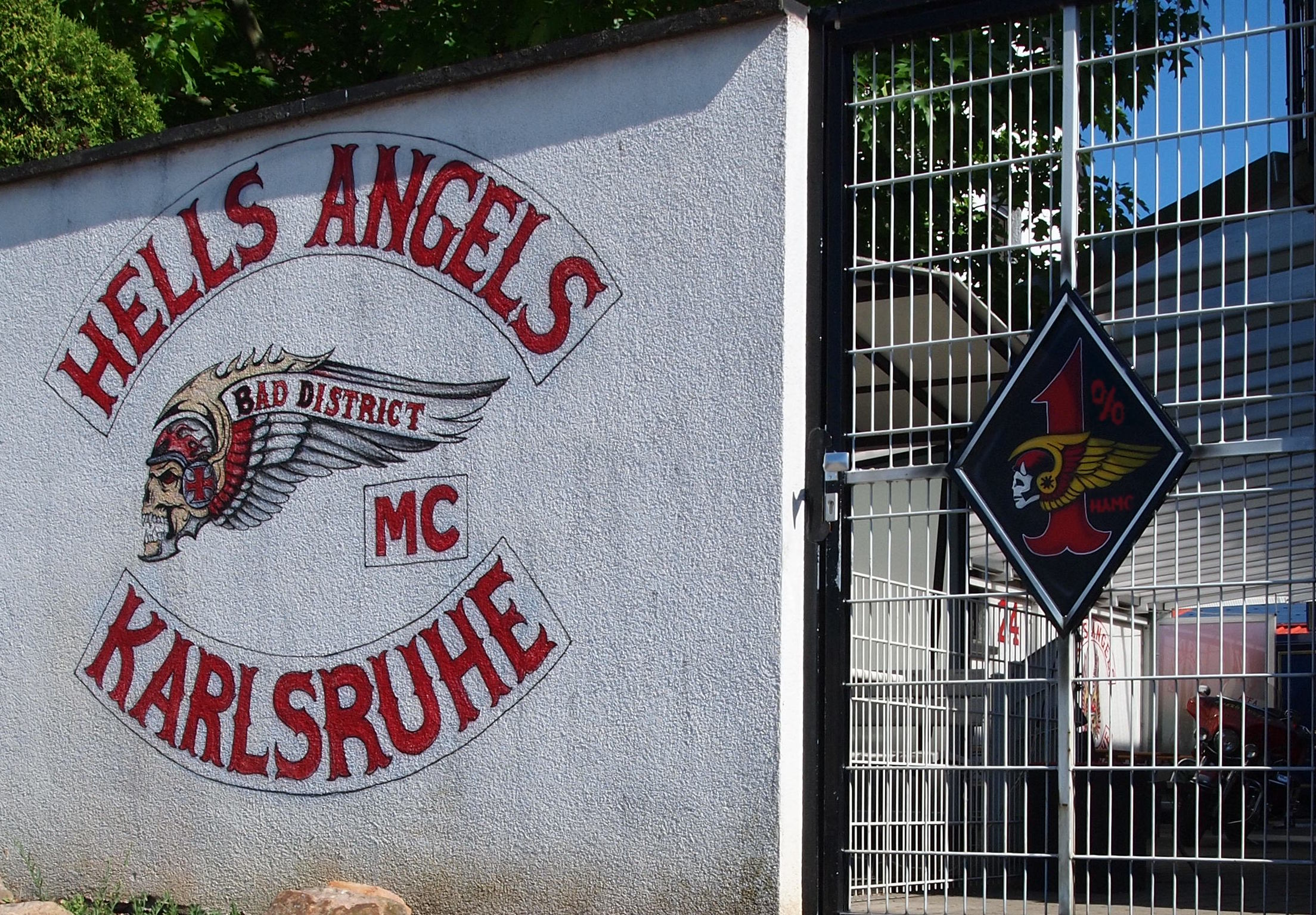
نشان فرشتگان جهنم از منشور کارلسروهه، با وصلهٔ «۱٪» روی لباس

وبگاه رسمی فرشتگان جهنم طراحی نشان رسمی «سر مرگ» را به فرانک سادیلک، رئیس پیشین منشور سان‌فرانسیسکو، نسبت می‌دهد.
رنگ‌ها و شکل اولیهٔ نشان پیش از سال ۱۹۵۳، از نشان‌های اسکادران جنگنده ۸۵ام و گردان بمباران میانه‌برد ۵۵۲ام برگرفته شده بود.
باشگاه سامانه‌ای از وصله‌ها (پچ‌ها) دارد که مشابه نشان‌های افتخار نظامی است. معنی دقیق هر وصله به‌صورت عمومی اعلام نمی‌شود، اما این وصله‌ها به اقدامات خاص یا باورهای هر موتورسوار اشاره دارند.
رنگ رسمی وصله‌ها حروف قرمز روی زمینه سفید است؛ از این رو، باشگاه با لقب «قرمز و سفید» شناخته می‌شود. وصله‌ها معمولاً روی جلیقه‌های چرمی یا جین دوخته می‌شوند.
ترکیب قرمز و سفید همچنین در نمایش عدد ۸۱ به‌کار می‌رود، مانند «Support 81» یا «Route 81». اعداد ۸ و ۱ به جایگاه حروف H و A در الفبا اشاره دارند، مخفف «Hells Angels».
دوستان و هواداران باشگاه از این نمادها استفاده می‌کنند، چون طبق قواعد باشگاه، تنها اعضا اجازه دارند نشان رسمی را بر تن کنند.
وصله‌ای به شکل لوزی نیز دیده می‌شود که عدد «۱٪» را به‌رنگ قرمز روی زمینه سفید با لبهٔ قرمز نمایش می‌دهد.
اصطلاح «یک درصدی» به واکنش ادعایی نسبت به گفته‌ای از انجمن موتورسواران آمریکا بازمی‌گردد مبنی بر اینکه «۹۹٪ موتورسواران قانون‌مندند و تنها ۱٪ خارج از قانون‌اند».
با این حال، خود انجمن اعلام کرده است که هیچ سابقه‌ای از صدور چنین بیانیه‌ای در اختیار ندارد و این روایت را افسانه‌گونه دانسته است.

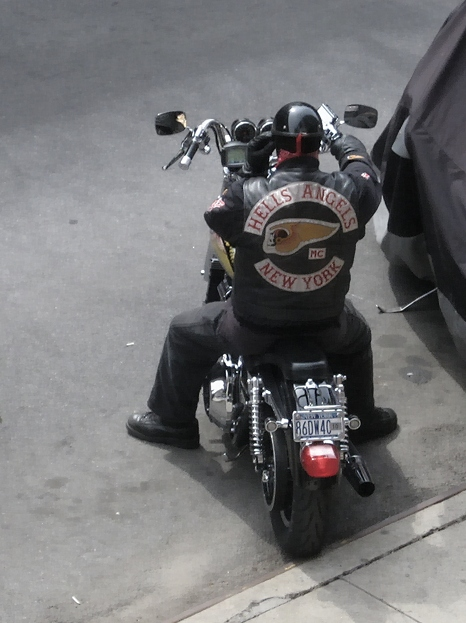
وصلهٔ منشور نیویورک فرشتگان جهنم

اغلب اعضا یک وصله مستطیلی به رنگ زمینه سفید و حروف قرمز با لبهٔ قرمز به تن می‌کنند که محل منشورشان را مشخص می‌کند. وصلهٔ دیگری نیز با نوشتهٔ «Hells Angels» به همین سبک وجود دارد.
در صورت داشتن جایگاه سازمانی، وصله‌ای برای نمایش آن نیز بر لباس دوخته می‌شود، مانند «President»، «Vice President»، «Secretary»، «Treasurer»، یا «Sergeant at Arms». این وصله معمولاً بالای وصلهٔ محل منشور نصب می‌شود.
برخی اعضا همچنین وصله‌ای با عنوان «AFFA» به‌معنای «Angels Forever; Forever Angels» به تن می‌کنند، که اشاره به عضویت مادام‌العمر در باشگاه دارد (یعنی «یک‌بار عضو، همیشه عضو»).
وصلهٔ دیگری که تنها برخی اعضا آن را دارند، از دو صاعقهٔ نازی‌شکل به‌همراه عبارت «Filthy Few» تشکیل شده است.
برخی منابع امنیتی معتقدند که این وصله تنها به اعضایی داده می‌شود که مرتکب قتل برای باشگاه شده یا آمادگی انجام آن را دارند.
با این حال، خود باشگاه این برداشت را رد کرده و گفته‌اند این وصله بیشتر شبیه «نشان شایستگی» است که به کسانی داده می‌شود که «نخستین نفر در مهمانی و آخرین نفر در خروج‌اند».
بر پایه گزارش‌های نهادهای قضایی و نیروهای انتظامی، وصله‌ای دیگر مشابه با وصلهٔ «اندک ناپاکان» وجود دارد که «وصلهٔ دکیالو» (Dequiallo) نامیده می‌شود.
واژهٔ «دکیالو» برگرفته از El Degüello است، یک آوای بوق نظامی که توسط گروه موسیقی ارتش آنتونیو لوپز د سانتا آنا در نبرد آلامو نواخته می‌شد.
گفته می‌شود این وصله نشان می‌دهد که فرد دارنده‌اش در هنگام بازداشت با نیروهای پلیس درگیر شده است.
هیچ قرارداد یا قاعدهٔ ثابتی درباره محل دوخت وصله‌ها روی ژاکت یا جلیقهٔ اعضا وجود ندارد.
شعار سنتی باشگاه نیز «فرشتگان تا ابد؛ تا ابد فرشتگان» (Angels Forever, Forever Angels) است.
از دیگر شعارهای رایج باشگاه می‌توان به این‌ها اشاره کرد:
«وقتی کار درستی می‌کنیم، هیچ‌کس یادش نمی‌ماند؛ وقتی اشتباه می‌کنیم، کسی فراموش نمی‌کند»؛
«سه نفر می‌توانند رازی را نگه دارند، اگر دو نفرشان مرده باشند»؛
و «وقتی شک داری، بزنشان»، که توسط عضو منشور نیویورک، وینسنت «وینی گنده» جیولرامو ساخته شد.

### حقوق مالکیت فکری
باشگاه فرشتگان جهنم در سال ۱۹۶۶ ثبت رسمی شد و نام باشگاه و چهار نماد آن را به‌عنوان علائم تجاری به ثبت رساند.
نخستین دعوای حقوقی آن‌ها درباره نقض علامت تجاری در ۲۶ اکتبر ۱۹۸۹ در لس‌آنجلس علیه شرکت‌های Concorde-New Horizons (تولیدکنندهٔ فیلم Nam Angels) و Media Home Entertainment (توزیع‌کننده نسخه ویدیویی) مطرح شد.
این دعوا خارج از دادگاه حل‌وفصل شد.
بر پایهٔ گزارش روزنامه The Globe and Mail، باشگاه در نظر داشت که جلوی پخش مینی‌سریال The Last Chapter از سی‌بی‌سی را بگیرد، چراکه گروه موتورسوار نمایش‌داده‌شده شباهت زیادی به فرشتگان جهنم داشت.
در مارس ۲۰۰۷، فرشتگان جهنم از Walt Disney Motion Pictures Group به دلیل استفادهٔ بدون اجازه از نام و نشان تجاری باشگاه در فیلم Wild Hogs شکایت کردند.
این پرونده پس از آن‌که دیزنی تعهد داد هیچ اشاره‌ای به باشگاه در فیلم وجود نخواهد داشت، به‌صورت داوطلبانه کنار گذاشته شد.
در ۷ اکتبر ۲۰۰۹، وکیل باشگاه، فریتز کلپ، با انجمن بازی‌های آنلاین FOCO تماس گرفت و خواستار حذف تمام نمادهای باشگاه از فروم «Los Santos Roleplay» مرتبط با بازی Grand Theft Auto: San Andreas شد. ابتدا کاربران تردید داشتند، اما کلپ با انتشار توییتی هویت خود را تأیید کرد.
در اکتبر ۲۰۱۰، باشگاه از برند الکساندر مک‌کویین به‌دلیل «سوءاستفاده از نشان بال‌دار سر مرگ» در محصولات پاییز/زمستان آن سال شکایت کرد.
در این شکایت همچنین فروشگاه‌های Saks Fifth Avenue و Zappos.com هدف قرار گرفتند، زیرا اقلامی مانند کیف دستی، شال، حلقه و لباس‌های خاصی را که این نماد را داشتند، عرضه کرده بودند.
وکیل باشگاه گفت: «موضوع فقط پول نیست، بلکه عضویت است. اگر کسی این حلقه‌ها را به دست کند، ممکن است یکی از اعضا فکر کند با یک متقلب روبه‌روست و عصبانی شود.»
این شرکت‌ها در نهایت با حذف کامل کالاهای مربوطه از فروشگاه‌ها و جمع‌آوری و نابودی اقلام فروخته‌شده، پرونده را با باشگاه حل‌وفصل کردند.
در پاییز ۲۰۱۲، باشگاه در دادگاه منطقه‌ای کالیفرنیا از Toys "R" Us به‌دلیل نقض علامت تجاری، رقابت ناعادلانه و تضعیف برند، بابت فروش یو-یوهایی که به‌ادعای باشگاه نشان «سر مرگ» داشتند، شکایت کرد.
شرکت Yomega، تولیدکننده این یو-یوها، متقابلاً علیه باشگاه دعوایی مطرح کرد که خواهان باطل‌شدن علامت تجاری «سر مرگ» به‌دلیل «فریب در ثبت» بود.
پرونده با توافق طرفین مختومه اعلام شد.
تا تاریخ دسامبر ۲۰۱۳، فروشگاه رسمی فروش محصولات دارای نشان فرشتگان جهنم در تورنتو، کانادا فعال است.
در سال ۲۰۱۹، باشگاه از Redbubble در دادگاه فدرال استرالیا به‌دلیل نقض نشان تجاری شکایت کرد و پس از آن در سال ۲۰۲۱ شکایت دیگری تنظیم شد.
در پروندهٔ نخست، باشگاه ۵٬۰۰۰ دلار خسارت دریافت کرد و در رای دوم در ژوئیه ۲۰۲۲، شرکت Redbubble به پرداخت بیش از ۷۸٬۰۰۰ دلار محکوم شد.

## عضویت

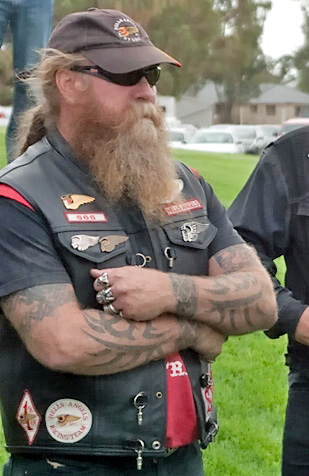
یکی از اعضای باشگاه در گردهمایی موتورسواران در استرالیا، ۲۰۰۸

برای آن‌که کسی به‌عنوان «کاندید عضویت» (prospect) در باشگاه فرشتگان جهنم پذیرفته شود، باید گواهی‌نامه رانندگی معتبر داشته باشد، مالک موتورسیکلتی با حجم بالاتر از ۷۵۰ سی‌سی باشد، و ترکیب مناسبی از ویژگی‌های شخصیتی را دارا باشد. گفته می‌شود باشگاه افراد مجرم در زمینهٔ کودک‌آزاری و کسانی را که برای پلیس یا نگهبانی زندان درخواست داده‌اند، رد می‌کند. همچنین استفاده از مواد مخدر تزریقی میان اعضای باشگاه ممنوع است.
اعضای باشگاه در آمریکای شمالی موظف‌اند تنها از موتورسیکلت‌های ساخت ایالات متحده استفاده کنند؛ هارلی-دیویدسون رایج‌ترین برند میان اعضاست، گرچه موتورسیکلت‌های آمریکایی دیگر مانند Victory و Indian نیز مجاز هستند.
فرایند عضویت شامل چند مرحله است. ابتدا فرد به‌عنوان «hang-around» شناخته می‌شود، یعنی کسی که دعوت می‌شود در برخی گردهمایی‌ها یا مکان‌های عمومی اعضا حضور پیدا کند.
اگر علاقه‌مند باشد، ممکن است به‌عنوان «همراه» یا «معاون» (associate) پذیرفته شود، جایگاهی که معمولاً یک تا دو سال به‌طول می‌انجامد. پس از این مرحله، فرد به‌عنوان «کاندیدا» یا «پراسپکت» (prospect) معرفی می‌شود، اجازهٔ شرکت در برخی فعالیت‌های باشگاه را می‌یابد اما حق رأی ندارد و در این مدت برای عضویت کامل ارزیابی می‌شود.
مرحلهٔ نهایی و بالاترین رتبهٔ عضویت، «عضویت کامل» یا «دارندهٔ وصلهٔ کامل» (full-patch) نامیده می‌شود.
اصطلاح «full-patch» به پوشیدن کامل چهار وصله اشاره دارد: نشان «سر مرگ»، دو وصلهٔ قوس‌دار (بالایی: «Hells Angels»، پایینی: ایالت یا منطقهٔ تحت ادعا) و وصلهٔ مستطیلی «MC» در زیر بال نشان.
کاندیداها تنها اجازه دارند وصلهٔ پایینی (نام منطقه) و وصلهٔ «MC» را به‌تن داشته باشند.
برای رسیدن به عضویت کامل، باید همه اعضای دارای وصلهٔ کامل در منشور مربوطه، با عضویت فرد موافقت کنند.
پیش از رأی‌گیری، پراسپکت معمولاً باید به تک‌تک منشورهای منطقهٔ مربوطه (استان، ایالت یا قلمرو) سفر کند و خود را به همه اعضای کامل معرفی نماید.
این روند به اعضا فرصت می‌دهد تا فرد را از نزدیک بشناسند و پرسش‌های احتمالی را مطرح کنند.
سپس مراسم رسمی عضویت برگزار می‌شود که در آن، پراسپکت وفاداری خود را به باشگاه و اعضایش اعلام می‌کند.
بر پایه برخی منابع، در این مرحله، اعضای کامل ممکن است از اعمالی چون «تجاوز به پراسپکت یا همراه» برای اثبات سلطه استفاده کنند.
در پایان مراسم، وصلهٔ نهایی که نشان‌دهندهٔ عنوان «Hells Angels» است به فرد اعطا می‌شود؛ به این مرحله اصطلاحاً «patched» شدن می‌گویند.
با این‌که عضو وصله را دریافت می‌کند، این وصله‌ها در مالکیت باشگاه باقی می‌مانند، نه فرد عضو.

## فعالیت‌های بین‌المللی و حقوقی
باشگاه فرشتگان جهنم با گذر زمان از مرزهای ایالات متحده فراتر رفت و منشورهای خود را در کشورهای گوناگون بنیان نهاد، از جمله کانادا، استرالیا، آلمان، هلند، انگلستان، اسپانیا، نروژ، فنلاند، آفریقای جنوبی، ژاپن، و کشورهای دیگر. منشورهای بین‌المللی اغلب ساختار، نام و نمادهای واحدی دارند، ولی فعالیت‌های محلی و ارتباط با قانون ممکن است تفاوت داشته باشند.
در برخی کشورها، مانند آلمان و هلند، دولت‌ها و نهادهای قضایی تلاش کرده‌اند فعالیت این باشگاه را محدود یا ممنوع اعلام کنند، چرا که آن را «تهدیدی علیه نظم عمومی» می‌دانند.

### درگیری با قانون
باشگاه فرشتگان جهنم، به‌ویژه از دههٔ ۱۹۶۰، هدف اصلی تحقیق‌ها و اقدامات پلیسی در بسیاری از کشورها بوده است.
اتهامات رایج شامل قاچاق مواد مخدر، اخاذی، پول‌شویی، حمل سلاح غیرقانونی، و قتل بوده‌اند.
در ایالات متحده، اداره مبارزه با مواد مخدر (DEA)، اف‌بی‌آی، و دیگر نهادها تحقیقات گسترده‌ای را در دهه‌های ۱۹۸۰ و ۱۹۹۰ علیه این باشگاه انجام دادند.
در کانادا، پلیس سلطنتی سواره، باشگاه را به‌عنوان «باند جنایت‌سازمان‌یافته» طبقه‌بندی کرده و چند عملیات گسترده برای دستگیری اعضای آن انجام داده است. در برخی استان‌ها، اموال اعضای باشگاه توقیف شده و باشگاه تحت پیگرد قضایی قرار گرفته است.
در کشورهای اروپایی مانند آلمان، دادگاه‌های ایالتی در ایالت‌هایی نظیر نیدرزاکسن و نوردراین-وستفالن، فعالیت منشورهای محلی را ممنوع اعلام کرده‌اند.
در هلند، دادگاه بدوی در سال ۲۰۱۹ تمام فعالیت‌های باشگاه را غیرقانونی اعلام کرد و حکم انحلال آن را صادر نمود.
مقامات هلندی استدلال کردند که فرشتگان جهنم «خشونت را ستایش کرده و نظم اجتماعی را تهدید می‌کنند».

### رقابت با دیگر باندها
باشگاه فرشتگان جهنم در دهه‌های گذشته درگیر رقابت خشن و گاه مرگبار با دیگر باشگاه‌های موسوم به «موتورسواران یک‌درصدی» بوده است.
از مهم‌ترین رقبای آن می‌توان به باشگاه موتورسواری باندیدوس، باشگاه پگانز، باشگاه واگو و باشگاه راکرز اشاره کرد.
یکی از بزرگ‌ترین رویارویی‌ها میان فرشتگان جهنم و باندیدوس، جنگ باندهای دانمارک در دههٔ ۱۹۹۰ بود که منجر به کشته‌شدن بیش از ده نفر و جراحت ده‌ها نفر دیگر شد. در این درگیری حتی از نارنجک‌انداز نیز استفاده شد.
در کانادا، «جنگ موتورسواران کبک» در دهه ۱۹۹۰ میان فرشتگان جهنم و باند «راک ماشین» رخ داد که بیش از ۱۶۰ کشته برجای گذاشت.
درگیری‌های مشابهی در استرالیا، نروژ، فنلاند، سوئد و ایالات متحده نیز گزارش شده‌اند.

### تصویر عمومی و فرهنگ عامه
باشگاه فرشتگان جهنم در فیلم‌ها، موسیقی و ادبیات تصویری دوگانه دارد.
از یک‌سو به‌عنوان نمادی از شورش، آزادی و برادری معرفی می‌شود، و از سوی دیگر به‌عنوان گروهی خشن و جنایت‌کار.
کتاب هانتر اس. تامپسون با عنوان Hells Angels: A Strange and Terrible Saga تأثیر مهمی در معرفی باشگاه به جامعه آمریکا داشت.
فیلم‌هایی چون The Wild Angels و مستندهایی درباره فرهنگ «یک‌درصدی» تصویری خشن و خطرناک از باشگاه ارائه داده‌اند.
اعضای باشگاه معمولاً لباس‌هایی با وصله‌های رسمی بر تن دارند و شرکت در مراسم‌های عمومی مانند تشییع جنازه، گردهمایی‌های موتورسواران یا جشن‌های باشگاهی از نمادهای وفاداری و همبستگی آنان محسوب می‌شود.